# Roca de les Trenta Creus
La Roca de les Trenta Creus és una muntanya de 192 metres que es troba entre els municipis de Cassà de la Selva i Llambilles, a la comarca del Gironès.